# ناتسو آندو
ناتسو آندو (انگلیسی: Natsu Ando؛ زادهٔ ۳۱ ژانویهٔ ۱۹۸۱) بازیگر، و کمدین اهل ژاپن است.